# Equine rezidivierende Uveitis

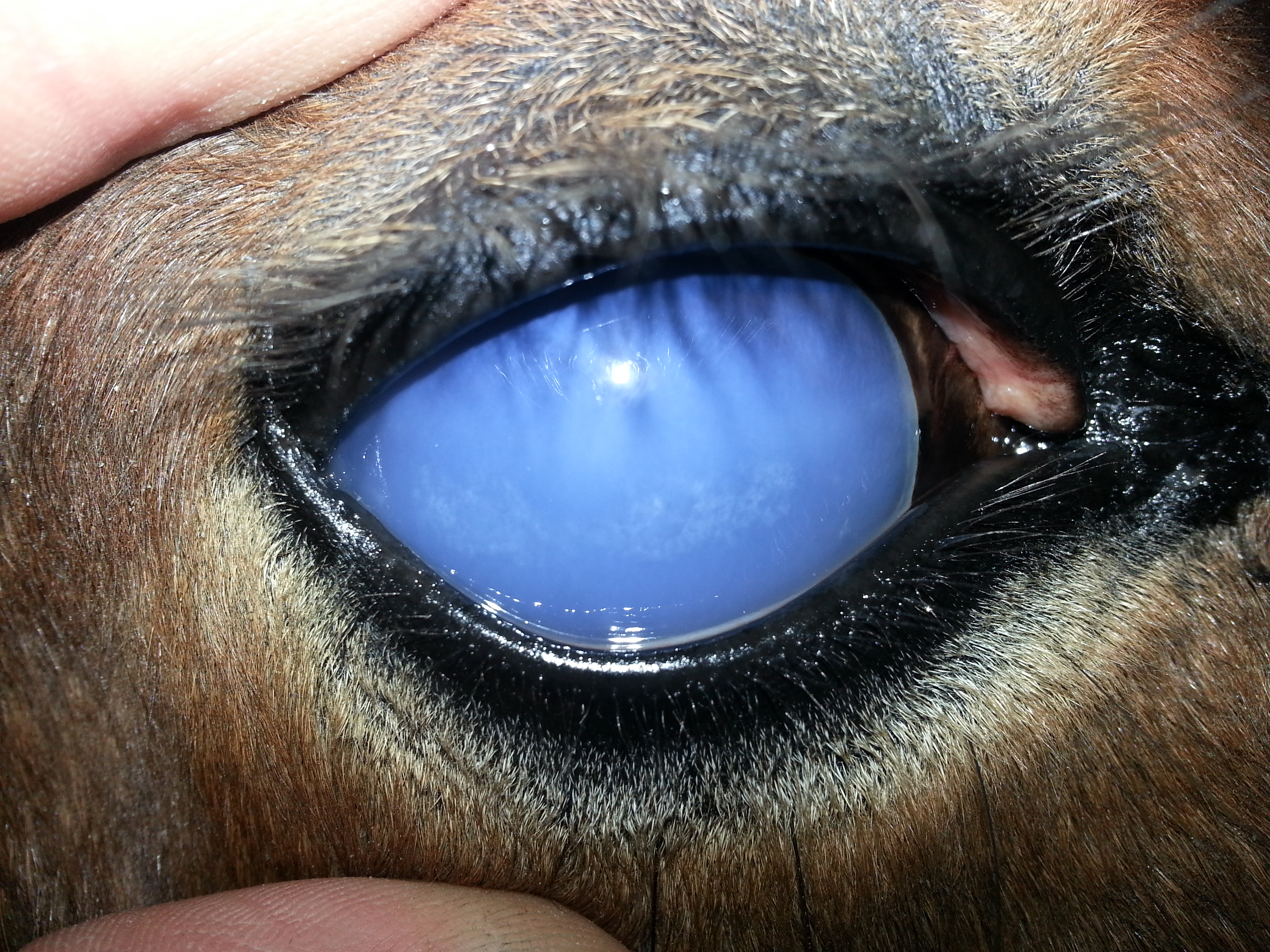
Akute Uveitis mit Hornhautödem und komplett getrübter Linse bei einem Islandpferd

Die Equine rezidivierende Uveitis (zusammengesetzt aus equus = lat. „Pferd“, recidere = lat. „zurückfallen“ und Uveitis), abgekürzt ERU, umgangssprachlich auch als Mondblindheit oder Periodische Augenentzündung bezeichnet, ist eine entzündliche Erkrankung der mittleren Augenhaut (Uvea) des Auges bei Pferden. Sie kann ein- oder beidseitig vorkommen und tritt – im Unterschied zu einer einmalig auftretenden Uveitis – typischerweise in unterschiedlichen Intervallen rezidivierend, also wiederkehrend, oder chronisch schleichend auf. Die Funktion des Auges wird im Verlauf der ERU immer mehr durch Schädigungen innerer Augenstrukturen beeinträchtigt. Vor allem bei Nichtbehandlung der Erkrankung kann sie innerhalb kurzer Zeit zur vollständigen Erblindung führen. Eine Heilung der ERU ist nicht möglich. Aktuelle Therapieansätze zielen deshalb auf den bestmöglichen Erhalt der Sehkraft des befallenen Auges und auf eine Verminderung der Entzündungsprozesse im Auge ab.
Obwohl bei vielen Fällen der ERU ein Befall des Auges mit Bakterien der Gattung Leptospira, also eine Leptospirose feststellbar ist, nimmt man mittlerweile an, dass ERU nicht direkt oder zumindest nur teilweise auf diese Infektion zurückzuführen ist. Aktuelle Forschungsergebnisse führten zu der heute wissenschaftlich akzeptierten Hypothese, dass es sich bei der ERU um eine immunassoziierte Erkrankung verschiedenster Ursachen handelt.
Die ERU gehört zu den wichtigsten Erkrankungen des Pferdes und hat eine hohe veterinärmedizinische Bedeutung als häufigste Augenerkrankung bei Pferden. Etwa 8 bis 12 % der Pferde des weltweiten, von Menschen genutzten, Pferdebestandes (bestehend aus Hauspferd, Freizeitpferd, Arbeitspferd und Sportpferd) erkranken. Die wirtschaftliche und rechtliche Bedeutung der ERU ist immer noch sehr hoch. Unter der Bezeichnung „Periodische Augenentzündung“ gehörte die ERU bis zur Reform des Schuldrechts des BGB am 1. Januar 2002 zu den in der Kaiserlichen Viehmängelverordnung von 1899 definierten Hauptgewährsmängeln beim Pferd.

## Veterinärmedizinische Bedeutung
Die frühere und auch heutige veterinärmedizinische Forschung und die daraus folgenden Publikationen zu der ERU konzentrieren sich in der Regel auf domestizierte Pferde. In früheren Zeiten hatte das Pferd als Nutz- und Arbeitstier, welches in weitaus größerer Anzahl als heute vorhanden war, eine hohe sozioökonomische Bedeutung, die es heute allenfalls noch bei professionellen Sportpferden gibt. Trotz der durch die Industrialisierung stark zurückgegangenen Zahl an Nutzpferden ist die Bedeutung des Wirtschaftsfaktors Pferd (horse industry) immer noch hoch und dementsprechend sind Pferde Gegenstand intensiver veterinärmedizinischer Forschung.
Die ERU ist weltweit verbreitet und die vorherrschende Ursache für eine krankhaft erworbene Blindheit bei Pferden. Schätzungen der Befallsquote reichen dabei von circa 7,6 % bis 12 % der weltweiten Pferdebestände. Gilger und Michau gehen bei dem gesamten Pferdebestand der Vereinigten Staaten von einer Befallsquote von 8 % aus. Nach einer Studie zeigen sich bei rund 8 % des in Westdeutschland gehaltenen Pferdebestands symptomatische Veränderungen, die auf eine ERU zurückzuführen sind. Andere Quellen schätzen die Befallsquote auf bis zu 12 % der Pferdebestände.
Einer Studie des Departements für Pferde der Vetsuisse-Fakultät der Universität Zürich zufolge ist die ERU mit 32 % die insgesamt am häufigsten diagnostizierte Augenerkrankung bei Pferden. Die initiale, ERU auslösende, Uveitis kann bei Tieren jeden Alters auftreten. Statistische Daten einer Untersuchung an insgesamt 68 Tieren in den Vereinigten Staaten und Kanada wiesen auf eine besondere Häufung der Ersterkrankung von Pferden im Alter von 4 bis 6 Jahren hin. Nach Gilger ist die Rasse ein wichtiger prädisponierender Faktor. So sind je nach Rasse 2 bis 25 % der Tiere betroffen. Als besonders anfällige Pferderassen gelten Appaloosa.

## Geschichte
ERU-typische Erkrankungssymptome werden für Pferde schon seit der Antike beschrieben. Eine vermutlich erste Erwähnung der Krankheit wird Plinius dem Älteren in seiner Naturalis historia zugeschrieben: „quo turpior homini inscientia est fatenti praecipue iumentorum quorundam in oculis morbos cum luna increscere ac minui.“ In spätrömischer Zeit wird in dem veterinärmedizinischen Werk Digesta Artis Mulomedicinae des Flavius Vegetius Renatus erstmals der Begriff oculus lunaticus für die Krankheit geprägt. Man vermutete Einflüsse des Mondzyklus und sah einen Zusammenhang zwischen der abnehmenden Mondphase und der periodisch wiederkehrenden Entzündung, die letztendlich in den meisten Fällen zur „Mondblindheit“ führte. Gängige Behandlungsmethoden waren damals lokale Aderlässe und Umschläge.
Auch im Mittelalter wandte man mangels besseren Wissens in der Regel nur verschiedene Formen des Blutentzugs an, wie beispielsweise das Augstallschneiden oder das Mäußeln, bei denen verschiedene Muskelstränge im Augenbereich durchtrennt wurden und Blut entzogen wurde. Mit den allgemeinen technischen und wissenschaftlichen Fortschritten im 18. Jahrhundert wurden auch das etablierte Wissen und die Behandlungsmethoden zur ERU zunehmend in Frage gestellt. Im ersten Viertel des 19. Jahrhunderts erschienen erstmals Werke zur Augenheilkunde beim Pferd, welche die bisherige Untersuchung und Behandlung der ERU zum Teil in Frage stellten. Mit der Entdeckung der Wirkung von Belladonnaextrakt als pupillenerweiterndes Medikament (Mydriaticum, 1800) und des 1851 von Hermann von Helmholtz erfundenen Augenspiegels, deren Anwendung in der Veterinärmedizin allerdings erst Jahrzehnte später etabliert wurden, standen erstmals Instrumente für eine genauere Untersuchung der ERU zur Verfügung.
Entsprechend der Bedeutung des Pferdes, vor allem in Landwirtschaft und Militär, dem häufigen Auftreten der Krankheit und der erheblichen Nutzungseinschränkung des betroffenen Pferdes fand die Equine rezidivierende Uveitis vor allem im 18. und 19. Jahrhundert Eingang in die Rechtsprechung beim Pferdekauf. So wurde schon nach dem Allgemeinen Preußischen Landrecht, von 1794 bis 1900 gültig, ein 28-Tage-Rückgaberecht bei nach dem Kauf auftretenden Krankheitssymptomen festgeschrieben (dies betraf auch den Remontenankauf des Militärs). In der kaiserlichen „Verordnung, betreffend die Hauptmängel und Gewährfristen beim Viehhandel“ in der Fassung vom 27. März 1899 wird unter Paragraph 1, I, 5 die Periodische Augenentzündung als Hauptgewährsmangel genannt: „5. periodische Augenentzündung (innere Augenentzündung, Mondblindheit) mit einer Gewährfrist von vierzehn Tagen; als periodische Augenentzündung ist anzusehen die auf inneren Einwirkungen beruhende, entzündliche Veränderung an den inneren Organen des Auges“. Zusätzlich waren die Regelungen zu den Hauptgewährsmängeln auch in den Paragraphen 481 bis 492 alter Fassung des deutschen Bürgerlichen Gesetzbuchs (BGB) vorhanden, die bis zum 31. Dezember 2001 gültig waren.

## Ätiologie
Die Vorstellungen von der Krankheitsursache (Ätiologie) der ERU haben sich bis heute mehrfach gewandelt. Als Ursache vermutete man, neben dem Mondeinfluss, auch andere negative Einflüsse externer Faktoren wie Futter, Wasser und Bodenverhältnisse, Wurmgifte, Zahnwechsel oder ungünstige klimatische Bedingungen. Später kamen noch Durchblutungsstörungen im Kopfbereich des Pferdes durch Geschirrdruck und, nach entsprechenden wissenschaftlichen Entdeckungen, auch Vererbungskrankheiten, Infektionen oder Parasitenbefall in Frage.

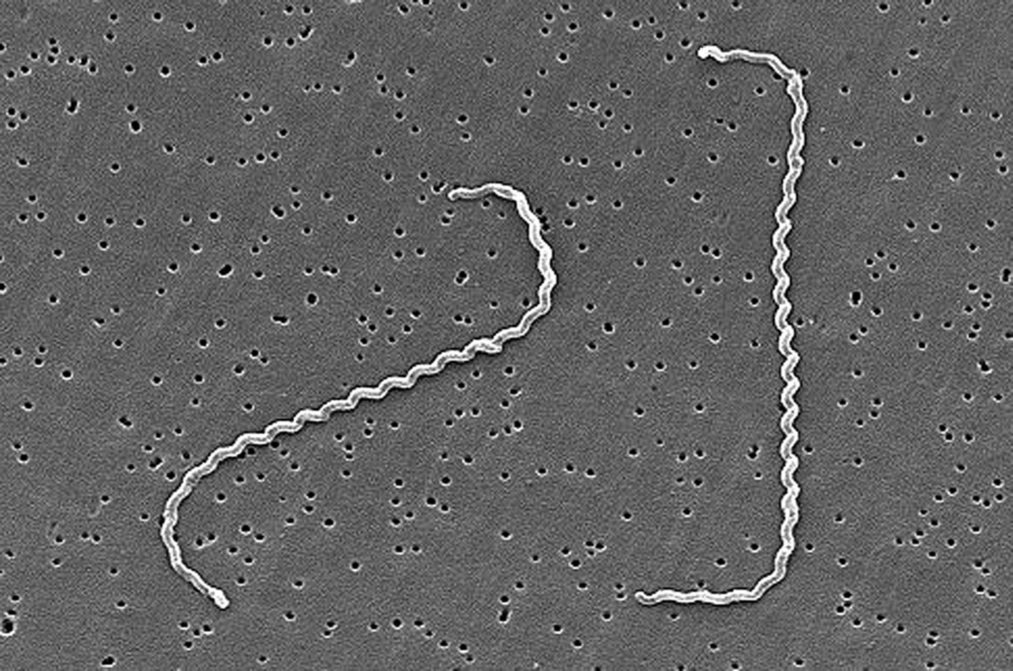
REM-Aufnahme der Typus-Gattung von Leptospira: L. interrogans

Die anfängliche Vermutung in der modernen Veterinärmedizin nach der Mitte des 20. Jahrhunderts, dass die ERU durch eine Autoimmunreaktion des Pferdes verursacht wird, gilt seit der Wende des 20. zum 21. Jahrhunderts als überholt. Frühere Untersuchungen von Otto Gsell aus den 1940er Jahren wiesen erstmals eine Verbindung der Krankheitssymptome mit Bakterien der Gattung Leptospira nach. Die Bakterien aus der Gruppe der Spirochäten werden häufig von Pferden über verdorbenes Futter aufgenommen, in dem Exkremente (vor allem Urin) von Kleintieren wie Mäusen enthalten sind. Ebenfalls häuft sich das Auftreten der Krankheit bei Pferden, die in sumpfigen Gegenden gehalten werden, da dort häufiger Leptospiren vorkommen. Eine Untersuchung an 501 Pferden im europäischen Raum wies im Jahr 2000 bei 32,2 % der untersuchten Tiere Leptospiren nach. Davon konnten 78,2 % Leptospira kirschneri serovar Grippophytosa zugeordnet werden.
Wollanke fand bei ihren Untersuchungen ebenfalls von Leptospiren verursachte intraokulare Leptospirose, hier ausschließlich in den Augen von Pferden mit ERU. In 52,8 % der von ihr untersuchten ERU-Fälle ließ sich Leptospira direkt aus dem Auge (Glaskörper und Kammerwasser) isolieren, in 89,7 % der untersuchten Fälle wurden Antikörper gegen Leptospiren nachgewiesen. Es wurde deshalb allgemein angenommen, dass es sich bei der ERU um die Folge dieser speziellen bakteriellen Erkrankung, der Leptospirose, handelt beziehungsweise um eine allergische Reaktion auf das Eiweiß der Leptospiren oder auch auf körpereigene Antigene. Somit sah man die ERU letztendlich als eine wahrscheinlich immuninduzierte Erkrankung in Folge einer allergischen Reaktion bei einer persistierenden intraokularen Leptospirose an. Noch 2006 schrieben Gerhards und Wollanke, dass es sich aufgrund der Zusammenhänge zwischen dem nachgewiesenen intraokularen Leptospirenbefall und ERU-Symptomen bei ERU nicht um eine Autoimmunerkrankung, sondern um eine intraokulare Leptospirose handelt.
Allerdings ist die Ätiologie und die Pathogenese der ERU nach wie vor nicht restlos geklärt. Mittlerweile wird die frühere Annahme, dass Leptospiren und die durch sie verursachte Leptospirose für die ERU hauptverantwortlich sind, in Zweifel gezogen oder zumindest relativiert. Die derzeit in der Veterinärmedizin akzeptierte Hypothese lautet, dass die ERU die Folge einer immunassoziierten Erkrankung, basierend auf verschiedensten Ursachen, ist, die sich durch rezidivierende Überempfindlichkeitsreaktionen in variablen und sich oft verringernden Zeitabständen manifestiert. Bei den möglichen Ursachen für Entzündungsprozesse im Rahmen der ERU werden, neben den bisher favorisierten Leptospiren, nun auch Streptokokken, Virusinfektionen, allergische Reaktionen, Autointoxikationen, erbliche Dispositionen oder Autoimmunkomplex-Erkrankungen als Ursache diskutiert. Nach neuesten Forschungsergebnissen ist die ERU mit dem MHC-Klasse-1-Gen Haplotyp ELA-A9 assoziiert. Möglicherweise sind Leptospiren bei der ERU zwar nicht der primäre auslösende Faktor, aber für den Zusammenbruch der Blut-Augen-Schranke und die darauf folgenden intraokularen Autoimmunreaktionen verantwortlich.

## Einteilung der Equinen rezidivierende Uveitis

Aufbau des Wirbeltierauges

Wie der Namensbestandteil „Uveitis“ bereits andeutet, sind bei der ERU bestimmte Teile des Augenapparates des Pferdes betroffen. Diese fasst man als Uvea oder „mittlere Augenhaut“ zusammen. Die Uvea wird in drei Abschnitte unterteilt: die Regenbogenhaut (Iris), den Ziliar- oder Strahlenkörper (Corpus ciliare) und die Aderhaut (Choriodea, Chorioidea).
Generell unterscheidet man bei der ERU nach den befallenen Uveabereichen die „vordere Uveitis“, die sich primär in einer Entzündung der Iris (Iritis) manifestiert, von der „hinteren Uveitis“, bei der die Aderhaut entzündet ist (Choroiditis). Es gibt auch eine „intermediäre Uveitis“, bei welcher der Ziliarkörper entzündet ist (Zyklitis). In der Veterinärmedizin wird allerdings zwischen der intermediären und der hinteren Uveitis nicht weiter differenziert, da es hier auch oft kombinierte Entzündungserkrankungen gibt (Zyklochoroiditis). Bei Entzündungsprozessen in den mittleren und hinteren Uveabereichen wird deshalb zusammenfassend von einer „hinteren Uveitis“ gesprochen. Allerdings laufen bei vielen Pferden die unterschiedlich lokalisierten Entzündungsprozesse in der gesamten Uvea zeitlich parallel oder verschoben ab, so dass schließlich die gesamte Uvea betroffen sein kann. Dies kommt häufig bei fortgeschrittenen ERU-Fällen vor, bei denen man dann von einer „Panuveitis“ spricht.
Der amerikanische Veterinärmediziner Gilger gliedert die ERU nach folgenden Kriterien: Die classic ERU (‚klassische ERU‘) zeigt die typischen Symptome und den typischen schubweise-rezidivierenden Verlauf. Die insidious ERU (‚heimtückische ERU‘) ist dagegen durch einen schleichenden Krankheitsverlauf gekennzeichnet. Hier fehlen äußerlich sichtbare Schmerzen, und die Entzündungsreaktionen sind nur gering ausgeprägt. Die Krankheit führt daher zu einer lange Zeit unbemerkten Zerstörung innerer Augenstrukturen. Nach Gilger ist diese Form der ERU in den USA weit verbreitet, dort insbesondere bei der Rasse Appaloosa und den Arbeitspferde-Rassen (oft Kaltblüter). Die dritte Form wird als posterior ERU (‚hintere ERU‘) bezeichnet. Hier sind vor allem Glaskörper, Netzhaut und Aderhaut betroffen, obwohl geringe Entzündungerscheinungen auch in den vorderen Abschnitten der Uvea auftreten können. Es dominieren Trübungen im Glaskörper, Netzhautablösung und Sehverlust. Nach Gilger sind hauptsächlich Warmblüter und aus Europa in die USA importierte Pferde betroffen.

## Krankheitsverlauf
Der Krankheitsverlauf der ERU ist in drei verschiedene Phasen unterteilbar, in denen sich der rezidivierende Charakter der Erkrankung zeigt. Zuerst gibt es einen primären akuten Entzündungsschub mit schlagartig bis schleichend einsetzenden klinischen Symptomen. Bei entsprechender Behandlung klingt die akute Entzündungsphase nach wenigen Tagen ab und ist spätestens nach 14 Tagen überwunden. Es folgt ein entzündungsfreies Intervall, in dem sich aber noch Anzeichen der vorhergehenden Entzündungsphase nachweisen lassen wie beispielsweise Hornhauttrübungen aufgrund der Ablagerung von Entzündungsprodukten. Das entzündungsfreie Intervall bis zum nächsten Entzündungsschub ist zu Beginn einer ERU noch relativ lang, wird aber mit Fortschreiten der Krankheit immer kleiner. Eine Nichtbehandlung in der Entzündungsphase verkürzt den entzündungsfreien Zeitraum deutlich. Im weiteren Verlauf der Erkrankung kommt es dann zu den typischen wiederkehrenden Entzündungsschüben (Rezidiven). Die Entzündungsintervalle können von einer Woche bis hin zu mehreren Jahren reichen. Die Entzündung kehrt meist im Abstand mehrerer Wochen oder Monate wieder. Während normalerweise zuerst nur ein Auge betroffen ist, greift die Erkrankung in 30 bis 35 % der Krankheitsfälle auch auf das andere Auge über. Der Zeitraum bis zur vollständigen Erblindung variiert individuell zwischen einem halben Jahr und etwa neun Jahren, wobei es auch dokumentierte Fälle gibt, bei denen trotz wiederholter Rezidive keine erkennbaren Symptome zurückblieben.

## Symptome
Die klinischen Symptome der ERU können je nach betroffenem Teil der Uvea sehr variabel sein. Ungeachtet der Lokalisation der ERU gibt es allgemeine akute Erkrankungssymptome, die beiden lokalisierbaren Formen der Uveitis gemeinsam sind und auch hier, je nach Schweregrad, unterschiedlich stark ausgeprägt sein können:
Erkrankte Pferde sind typischerweise lichtscheu (Photophobie) und zeigen vermehrten Tränenfluss (Epiphora). Die Bindehaut (Konjunktiva) ist gerötet. Die Augenlider sind oft geschwollen und vermehrt warm; die Pferde können an heftigen Lidkrämpfen (Blepharospasmus) leiden. In der vorderen Augenkammer und an der Hornhaut (Kornea) kann es zu rauchig-flockigen Eintrübungen (Hornhautödem) sowie – in 20 bis 25 % der Krankheitsfälle – auch zu Hornhautabrasionen kommen. Die Pupillen sind oft enggestellt (Miosis).
Aufgrund der entzündlichen Prozesse können Schmerzen auftreten, vor allem wenn es im Rahmen einer vorderen Uveitis zu einer schmerzhaften Entzündung der Iris (Iritis) kommt. Schmerzen oder andere auffällige Symptome können allerdings fehlen oder so gering ausgebildet sein, dass die ERU erst bemerkt wird, wenn bereits massive Sehstörungen vorhanden sind. Dies ist vor allem bei der hinteren Uveitis der Fall, die weniger schmerzhaft bis schmerzfrei verläuft. Das Pferd kann unter Fieber leiden und wirkt dann häufig teilnahmslos.

## Diagnose und Differentialdiagnose
Die Diagnose wird anhand des klinischen Bildes und eines dokumentierten vorangegangenen Erkrankungsschubs gestellt. Letzteres ist zur Abgrenzung einer primären (Nicht-ERU) Uveitis von Bedeutung. Darüber hinaus sind andere mit Trübungen des Auges und Augenschmerzen einhergehende Erkrankungen wie Hornhautentzündungen (viral oder immunbedingt), Grüner Star oder stromale Abszedierungen auszuschließen. Der Nachweis von Antikörpern gegen Leptospiren kann hilfreich sein. Wenn der Antikörpertiter im Kammerwasser höher als im Blutserum ist, spricht dies für eine Antikörperbildung im Auge.

## Behandlung
Die Erkrankung eines Pferdes mit leptospirenbedingter ERU (lERU) ist heilbar, sofern noch keine starken Schädigungen des betroffenen Auges vorliegen. Mittels Vitrektomie werden die ursächlichen Bakterien (Leptospiren) entfernt und es treten mit sehr hoher Wahrscheinlichkeit keine schmerzhaften und das Auge schädigenden Entzündungsschübe mehr auf. Bei nicht leptospirenbedingter ERU (nlERU), die häufig bei Tigerschecken (Appaloosa, Knabstrupper, Criollo) auftritt, wird eine Autoimmunreaktion gegen retinale (die Netzhaut betreffend) Antigene angenommen. Hierbei können weitere Entzündungsschübe nicht verhindert, sondern nur mit Medikamenten oder Depotpräparaten (Cyclosporinimplantat) abgeschwächt werden. Eine Vitrektomie dient bei nlERU nur zur Entfernung von Einlagerungen im Glaskörper und kann weitere Entzündungsschübe nicht verhindern.
Der akute Entzündungsschub wird mittels entzündungshemmenden und die Pupille weit stellenden Medikamenten behandelt.

### Allgemeine Maßnahmen
Eine Vielzahl von Faktoren bei der Pferdehaltung kann unterstützend dazu beitragen, den Krankheitsverlauf positiv zu beeinflussen. Dazu gehören beispielsweise eine Futterumstellung, eine Optimierung der Haltungsbedingungen, die konsequente Insekten- und Nagetierbekämpfung, die Verringerung der Sonneneinstrahlung, ein Augenschutz mittels UV-beständiger Fliegenschutzmaske, aber auch genaue Impf- und Entwurmungspläne. Dokumentierte Fälle weisen bei Pferden auf einen Zusammenhang zwischen Entzündungsprozessen im Auge und der Impfung oder Entwurmung hin. In diesen Fällen hat sich eine Vor- und Nachbehandlung dieser Tiere mit einer Flunixin-Meglumin-Kombination bewährt, die relativ zuverlässig einen entsprechenden Entzündungsprozess im Auge verhindert.
| Medikament               | Wirkstoffgruppe   | Wirkung                                                                  |
| ------------------------ | ----------------- | ------------------------------------------------------------------------ |
| Prednisolon              | Glucocorticoide   | Hochwirksam, entzündungshemmend, sehr gute Augenpenetration              |
| Dexamethason             | Glucocorticoide   | Hochwirksam, entzündungshemmend, sehr gute Augenpenetration              |
| Triamcinolon             | Glucocorticoide   | entzündungshemmend, immunsuppressiv, lang anhaltende Wirkung             |
| Flurbiprofen             | NSAID             | entzündungshemmend, sehr gute Augenpenetration                           |
| Flunixin-Meglumin        | NSAID             | Hochwirksam, entzündungshemmend                                          |
| Phenylbutazon            | NSAID             | entzündungshemmend                                                       |
| Cylosporin A, Tacrolimus | Immunsuppressiva  | starke Immunsuppressiva, wirkt auf immunvermittelte Auswirkungen der ERU |
| Atropin                  | Anticholinergikum | Schmerzlinderung, Verhinderung von Synechien                             |
| Doxycyclin               | Tetracycline      | Antibiotikum, bakteriostatische Wirksamkeit bei Leptospiren              |
| Gentamicin               | Aminoglykoside    | Antibiotikum, bakteriostatische Wirksamkeit bei Leptospiren              |

### Medikamentöse Therapie der Equinen rezidivierende Uveitis
Im frühen Erkrankungsstadium wird eine konservative Behandlung mit einer kortisonhaltigen entzündungshemmenden Augensalbe oder mit entsprechenden Augentropfen für das erkrankte Auge empfohlen. Unterstützt wird diese Maßnahme durch die systemische Gabe von Schmerzmitteln.
Bei der medikamentösen Behandlung einer aktiven ERU werden pupillenerweiternde Cycloplegica verabreicht. Diese lähmen den inneren Augenmuskel Musculus ciliaris, sorgen für eine Verringerung der entzündungsbedingten Schmerzen und reduzieren das Risiko einer Verklebung (Synechie) zwischen Hornhauthinterfläche und Iris oder Linsenvorderfläche. Zur Entzündungsbekämpfung werden insbesondere Corticosteroide oder so genannte „nonsteroidal anti-inflammatory drugs“ (NSAID) gegeben. Der Einsatz von oral verabreichten oder intravenös gespritzten Flunixin-Meglumin im Rahmen einer systemischen Behandlung gilt derzeit als effizienteste Entzündungsbehandlung für das Pferdeauge. Andere Medikamente wie beispielsweise Phenylbutazon sind entweder deutlich weniger wirksam oder werden, wie Dexamethason oder Prednisolon, nur dann verabreicht, wenn andere entzündungshemmende Medikamente nicht angewendet werden können oder nicht anschlagen.
Bei sehr starken ERU-Schüben kann die Injektion von Corticosteroiden in die Bindehaut die Therapie unterstützen, ebenso das Anlegen eines subpalpebralen Katheters zur Spülung und zur dauerhaften Verabreichung äußerlich angewendeter Medikamente. Auch wird seit kurzer Zeit mit einem Ciclosporin A-Implantat gearbeitet. Ciclosporin A unterdrückt die bei einer ERU auftretenden Immunreaktionen. Das Implantat wird bei dem erkrankten Auge zwischen der Lederhaut (Sclera) und der Aderhaut (Chorioidea) eingesetzt und gibt dort kontinuierlich bis zu zwölf Monate lang den Wirkstoff ab. Obwohl die Implantierung selbst mit geringem technischen Aufwand durchführbar ist, ist trotzdem eine Vitrektomie und die Öffnung des Bulbus unter Vollnarkose notwendig.
In der Regel muss mit einer medikamentösen Therapiedauer von mindestens zwei Wochen gerechnet werden. Nach vollständigem Abklingen der Symptome lässt man die Behandlung über einen weiteren Zeitraum von zwei Wochen auslaufen.
Je nach Wahl der zur Verfügung stehenden Medikamente kann es anderweitige und unerwünschte gesundheitliche Nebeneffekte geben. Bei dem Einsatz äußerlich angewendeter kortisonhaltiger Augensalben kann es zu Schädigungen der Hornhaut durch die verstärkende Wirkung des Medikaments auf Kollagenasen kommen, welche dann die Epithelzellen angreifen. Auch die Anfälligkeit der Hornhaut für Pilzinfektionen steigt bei deren Einsatz. Die Gabe von Cycloplegica, hier insbesondere von Atropin, können für krankheitsbegleitende Kolikanfälle verantwortlich sein. Ebenso muss bei Medikamenten aus der Gruppe der NSAID bei längerer Gabe mit Schädigungen von Magen und Nieren gerechnet werden.
Viele Pferde sprechen auf die medikamentöse Behandlung mit Corticosteroiden oder NSAIDs gut an. Sie wirkt allerdings nur auf die Symptome des aktuellen ERU-Schubes, nicht aber auf Folgeschübe. Hier setzen neue Therapieansätze an, welche die rezidivierenden Schübe generell vermeiden oder zumindest die Intensität eines erneuten Krankheitsschubs deutlich verringern sollen. Hierbei werden beispielsweise ASS, das bereits erwähnte Phenylbutazon oder auch pflanzliche Inhaltsstoffe, hier vor allem Dimethylsulfon, mit unterschiedlichem Erfolg und teilweise negativen Nebeneffekten angewendet.
Auch die Bekämpfung vorhandener Leptospiren im Auge mittels Antibiotika als Möglichkeit zur Verhinderung oder Minimierung eines ERU-Schubs kommt in Betracht. Hierzu wird in einer vierwöchigen Behandlung Doxycyclin oder Tetracyclin oral verabreicht. Die Injektion von Gentamicin direkt in den Glaskörper ist ebenfalls eine effiziente, allerdings auch nicht ungefährliche, Methode zur direkten Bekämpfung einer Leptospiren-induzierten ERU. In den Fällen, wo die ERU-Schübe durch vorhandene Leptospiren gefördert oder gar ausgelöst werden, hat sich die Antibiotikumgabe als wirksame Methode erwiesen. Allerdings gibt es in der Forschung hierzu noch keine Langzeiterfahrungen und es ist ebenfalls noch unklar, ob die nachgewiesenen positiven Effekte direkt auf der Bekämpfung der im Glaskörper vorhandenen Leptospiren beruhen oder auf anderen Effekten.

### Vitrektomie
Eine sehr effiziente Methode, weitere Entzündungsschübe und damit eine weitere Schädigung des Auges durch die ERU zu verhindern, besteht in einem operativen Glaskörpertausch, der so genannten Vitrektomie. Diese wird vornehmlich in Europa durchgeführt und seltener in den USA, da hier der Anteil hinterer und Leptospiren-assoziierter ERUs geringer ist. Bei entsprechender Erfahrung des Operateurs gilt die Vitrektomie beim Pferd mittlerweile als Routineeingriff. 2012 führte allein die Klinik für Pferde der Ludwig-Maximilians-Universität München 150 Vitrektomien durch.
Der Glaskörper des betroffenen Auges wird zerkleinert und anschließend abgesaugt. Der Glaskörperraum wird gleichzeitig mit einer speziellen Flüssigkeit gefüllt, um den Augeninnendruck aufrechtzuerhalten. Nach kurzer Zeit wird diese Flüssigkeit vom Auge selbst durch Kammerwasser ersetzt. Dadurch werden Entzündungsprodukte im Glaskörper, Glaskörpertrübungen und die oft ursächlich oder zumindest ERU-assoziierten Leptospiren entfernt. Als zusätzlicher Effekt wird nach der Entnahme des viskösen Glaskörpermaterials die Flüssigkeitszirkulation im Glaskörper verbessert und eine erneute Leptospireninfektion damit verhindert.
Die Wiederkehr von Entzündungsschüben im Rahmen einer ERU kann so mit einer Wahrscheinlichkeit von bis zu 98 % verhindert werden. Ein weiterer positiver Aspekt ist, dass die Sehkraft des behandelten Auges in der Regel nach einer Vitrektomie besser als zuvor ist. Allerdings hängt dies stark vom Grad der vorherigen Schädigung ab. Bei wenig vorgeschädigten Augen kann die Sehkraft durch eine Vitrektomie mit einer guten Prognose verbessert werden oder bleibt erhalten. Das Risiko für Folgeschäden wie die Bildung einer Katarakt liegt dann unter 3 %, das Risiko einer Netzhautablösung sogar unter 1 %. Generell besteht bei einer Vitrektomie neben Katarakt und Netzhautablösung auch die Gefahr einer bakteriell bedingten septischen Endophthalmitis, die immer zur Erblindung führt. Allerdings tritt diese Komplikation nur in weniger als 0,5 % aller durchgeführten Operationen auf.
Je mehr Vorschädigungen das Auge durch die ERU bereits aufweist, desto geringer ist die Chance auf eine Verbesserung oder gar Erhaltung der Sehkraft durch diese Maßnahme. Symptome, welche die Effizienz einer Vitrektomie stark beeinträchtigen, sind beispielsweise flächige hintere Synechien, beginnende Katarakt oder Netzhautablösung oder gar eine Atrophie des Augapfels (Phthisis bulbi). Allerdings ist auch hier – in Einzelfällen sogar bei bereits erblindeten Pferden – eine Vitrektomie trotzdem medizinisch sinnvoll, um weitere Entzündungsschübe und entsprechende aufwändige veterinärmedizinische Behandlungsmaßnahmen zu vermeiden.

## Equine rezidivierende Uveitis bei anderen Vertretern der GattungEquus
Auch wenn die Literatur sich auf in menschlicher Obhut gehaltene Pferde beschränkt, kann davon ausgegangen werden, dass die Bestände von Wildpferden ebenfalls weltweit unter der ERU leiden.
Betroffen sind neben den Pferden auch Esel, wie beispielsweise die Zuchtzielbeschreibung für die Rasse Europäischer Esel zeigt: Hier führt eine Erkrankung mit einer Periodischen Augenentzündung zur Zuchtuntauglichkeit und schließt eine Eintragung in das Hengstbuch I für Hengste und das Stutbuch I für Stuten aus. Zum ebenfalls zur Gattung Equus gehörendem Zebra finden sich in der veterinärmedizinischen Literatur keine Hinweise auf ERU-Erkrankungen.

## Equine rezidivierende Uveitis und Humanmedizin
Als höchstwahrscheinlich immunassoziierte Erkrankung zeigt die ERU Gemeinsamkeiten mit verschiedenen menschlichen autoimmunbedingten Uveitis-Erkrankungen, bei denen ein genetischer Hintergrund vermutet wird. Dies sind beispielsweise Morbus Adamantiades-Behçet, Augensarkoidose oder das Vogt-Koyanagi-Harada-Syndrom. Pferde und Menschen zeigen ähnlich veränderte Immunantworten, die bei der Krankheitsentstehung eine entscheidende Rolle spielen.
Die Erforschung des molekularbiologischen Hintergrunds dieser ähnlichen Erkrankungen, sowohl in der Veterinär- wie in der Humanmedizin, konzentrieren sich derzeit auf Gene der MHC-Klasse-I und -II-Komplexe und den Leukozytenantigenkomplex (siehe auch Human Leukocyte Antigen).
Erkenntnisse aus der Erforschung der ERU könnten daher mithelfen, die beim Menschen ebenfalls vorkommende und hier teilweise immunvermittelte Uveitis besser zu verstehen.